# Camden Passage
Camden Passage é uma rua pitoresca de Londres, sem carros, a poucos minutos da estação de metrô Angel, na Upper Street, no bairro londrino de Islington. A passagem é conhecida por seus antiquários, mercados e sua variedade de lojas independentes, cafés e restaurantes.
Ele hospeda um mercado de antiguidades todas as quartas, sábados e domingos (na esquina de Camden Passage e Charlton Place, e no espaço Pierrepont Arcade Market), um mercado de livros às quintas e sextas-feiras (no espaço Pierrepont Arcade Market) e um mercado com uma mistura eclética de roupas vintage e retrô, fotos, bagagem vintage, itens únicos interessantes, itens colecionáveis e quinquilharias na quarta, sexta, sábado e domingo (ao longo da passagem perto do pub Camden Head).

## História
A passagem foi construída, como um beco, ao longo dos fundos das casas na Upper Street, então na Islington High Street, em 1767.
O mercado de antiguidades foi fundado na década de 1960, em conjunto com o Metropolitan Borough of Islington, por John Payton. O empreendimento foi inicialmente bem-sucedido, atraindo mais de 350 comerciantes, mas recentemente o centro de Islington passou por uma regeneração, fazendo com que aluguéis mais altos fossem solicitados na renovação dos aluguéis.